# Tortícolis
La tortícolis es un tipo de distonía (contracciones musculares prolongadas) en que los músculos del cuello, particularmente el músculo esternocleidomastoideo, trapecio y en menor medida los músculos escalenos, se contraen involuntariamente y hacen que se incline la cabeza.

## Causas
Para explicar la etiología se invocan diferentes hipótesis. La más conocida sugiere que, como consecuencia de la hiperextensión del músculo en presentaciones podálicas o en expulsivos difíciles, se rompe la fascia o el propio músculo, formándose un hematoma que, al ser invadido después por fibrina y fibroblastos, acaba cicatrizando con acortamiento del músculo. 
Otra posibilidad etiológica es la posición anormal, presión excesiva o trauma del músculo durante la vida fetal. Esta hipótesis intrauterina se utiliza para los pacientes con presencia de tumor y asimetría cráneo facial ya al nacimiento (a veces tras nacer por cesárea), sobre todo si además existen otras manifestaciones de modelado intraútero, como posiciones anormales de miembros o malposición del feto (parto múltiple, miomas uterinos, útero bicorne, etcétera). 
Otras hipótesis sugieren un defecto hereditario en el desarrollo muscular o una miositis infecciosa prenatal, o también se presentan teorías que son de defecto congénito en el desarrollo del cuello y sus músculos.

## Manifestaciones clínicas
Aunque se puede detectar una masa ya al nacer en la zona media del músculo, es más frecuente no evidenciarla hasta los 10-14 días de vida. Suele ser de 1-2 cm de diámetro, dura, inmóvil, bien delimitada y sin aspecto inflamatorio o cambios de coloración en la piel circundante. En las 2-4 semanas siguientes aumenta de tamaño la masa, disminuyendo posteriormente, para desaparecer a los 5-8 meses. 
Existe un 40% de casos en los que no se presenta masa; solo contractura muscular. La contractura del músculo tras el nacimiento inclina la cabeza hacia el lado afecto y la rota en dirección opuesta, no pudiendo ser movida pasivamente a su posición normal. 
En el 75% de los casos la inclinación de la cabeza es hacia la derecha. La posición así mantenida durante meses o años acaba modelando el cráneo y la cara, produciendo asimetría en ellos, en clavículas y hombros. Si no se trata se desarrolla escoliosis cervical y torácica.

## Diagnóstico diferencial
El examen radiológico cuidadoso permite excluir la deformidad de Sprengel, el síndrome de Klippel-Feil, la mielodisplasia cervical y la occipitalización del atlas. 
El TAC puede, en casos dudosos, descartar patología de las partes blandas del cuello que pueden producir tortícolis (linfangioma, hemangioma, teratoma, etcétera).

## Tratamiento correctivo
En pediatría: agrandamiento de los músculos del cuello (posiblemente ya presente al nacer), asimetría de la cabeza por dormir sobre el lado afecto, elevación del hombro en el lado afecto, rigidez de los músculos del cuello, rango de movimiento limitado, dolor de cabeza, dolor cervical, temblor de la cabeza, entre otras. 
El 20% de los niños con tortícolis muscular congénita presentan de forma asociada algún grado de luxación congénita de cadera. Por eso es muy importante realizar una exploración minuciosa de la cadera, incluyendo una ecografía a las 6 semanas. También se ve asociación entre la tortícolis congénita y el pie zambo.
Puede ser más fácil corregir esta patología en lactantes y niños. Si se vuelve crónica, se pueden desarrollar sensaciones de entumecimiento y hormigueo al comprimirse las raíces de los nervios en el cuello. La inyección de la toxina botulínica a menudo brinda alivio sustancial a esta condición.
Se recomienda reposo de 2 días sin tener ningún tipo de movimiento que involucre mover el cuello. Si el dolor sigue lo mejor es consultar a un médico.

## Evolución
Si el tratamiento no se realiza precozmente puede aparecer una deformidad del cráneo y asimetría facial denominado plagiocefalia. Los pequeños deben ser evaluados para descartarse otros problemas: neurológicos, oculares, etcétera. 
Se debe estimular el movimiento activo de la cabeza hacia el lado de la tortícolis mediante estímulos acústicos y auditivos (luces, figuras móviles, cajas de música, etcétera). Durante el sueño se le acuesta sobre el lado afecto, inmovilizándolo con sacos de arena. 
La evolución habitual es la recuperación completa en 2-3 meses. Si a los 6 meses de edad persiste la tortícolis, si el niño presenta plagiocefalia al diagnóstico o en el mayor de un año y sin mejoría de la fisioterapia se debe considerar la cirugía por liberación monopolar o bipolar del músculo esternocleidomastoideo, con alargamiento por división de músculo, e inmovilización en posición sobrecorregida durante varias semanas, con fisioterapia posterior.

## Código CIE 10
La tortícolis corresponde al código M43.6 de la Clasificación Internacional de Enfermedades Versión 10.
La tortícolis espasmódica corresponde al código G24.3